# Colfiorito (Foligno)
Colfiorito is een plaats (frazione) in de Italiaanse gemeente Foligno.